# HMS Albion (1802)
HMS Albion (Корабль Его Величества «Альбион») — 74-пушечный линейный корабль
третьего ранга. Третий корабль Королевского 
флота, названный HMS Albion, в честь Альбиона, древнего названия Англии. Второй линейный корабль типа Fame. Относился к так называемым «обычным 74-пушечным кораблям», нёс на верхней орудийной палубе 18-фунтовые пушки. Заложен в июне 1800 года. Спущен на воду 17 июня 1802 года на частной верфи Перри в 
Блэкуолле. Принял участие во многих морских сражениях периода Наполеоновских войн, Англо-американской войны, а также в более поздних операциях.

## Служба
В мае 1803 года Albion, под командованием капитана Джона Ферье, присоединился к флоту адмирала Корнуоллиса, который блокировал важный французский морской порт Брест. 28 мая 1803 года Albion совместно с Thunderer захватили 36-пушечный французский фрегат Franchise. Franchise вышел 33 дня назад из Порт-о-Пренса, и был вооружён 36 пушками, десять из которых находились в трюме. На его борту была команда из 187 человек под командованием капитана Журьена. 
Летом 1803 года Albion был отправлен в Индийский океан, где оставался до 1809 года. 21 декабря 1803 года у восточного побережья Суматры Albion и Sceptre захватили французское 12-пушечное судно Clarisse, с экипажем из 157 человек. В 1809 году Albion вернулся в Англию, сопровождая торговый конвой из девяти Ост-индских кораблей. Шторм, начавшийся 20 ноября разметал флот, в результате чего три торговых корабля бесследно исчезли: Lord Nelson, Glory и Experiment.
По прибытии в Англию корабль был отправлен в док в Чатеме для капитального ремонта, который продолжался до января 1813 года, после чего корабль был вновь введён в эксплуатацию под командованием капитана Джона Ферриса Девоншира, и отправлен для службы на станции Галифакс. Во время очень суровой зимы 1814 года, с фрегатом и шлюпом под его командованием, он захватил несколько американских судов на мелях Нантакета. 
Летом 1814 года Albion стал флагманом контр-адмирала Джорджа Коберна в Чесапикском заливе. В сентябре 1814 года отряд матросов и морских пехотинцев с корабля принял участие в наступлении на город Балтимор. 15 сентября британская армия разбила американские войска перед городом, однако, посчитав, что штурм самого города приведёт к слишком тяжёлым потерям, британцы вернулись обратно. В сражении Albion потерял трёх человек убитыми и ещё 9 получили ранения.
Затем Albion курсировал у побережья Джорджии, когда капитан Росс отправился вверх по реке Святой Марии с несколькими вооружёнными шлюпками, чтобы захватить или уничтожить любые суда, найденные там. Они взорвали крепость на холме Петре, в который было установлено шесть 24-фунтовых и две латунных 6-фунтовых пушки, и отбили Ост-индский корабль Countess of Harcourt, который ранее был захвачен американскими каперами. Он был нагружен товарами, захваченными на реке Святой Марии, и отправлен на Бермуды.
В конце июля 1816 года Albion, под командованием капитана Джона Куда, в составе объединённого англо-голландского флота отплыл из Плимута для бомбардировки Алжира 27 августа. Целью бомбардировки было заставить правителя Алжира освободить всех рабов-христиан и прекратить работорговлю. Хотя во время обстрела города британская эскадра получила тяжёлые повреждения, цель бомбардировки была достигнута — алжирцы освободили около 3000 рабов и подписали договор о прекращении работорговли европейцами. Во время бомбардировки города Albion получил незначительные повреждения и потерял 3 человека убитыми и 15 ранеными. За эту операцию в 1848 году Адмиралтейство выпустило медаль с пряжкой «Алжир», которой были награждены все выжившие участники этого сражения.
20 октября 1827 года Albion, под командованием капитана Джона Омманни, в составе объединённого англо-франко-русского флота под командованием адмирала Кодрингтона принял участие в Наваринском сражении, в котором турецкий флот потерпел сокрушительное поражение. Albion был третьим кораблём в линии после Asia и Genoa, и, прежде чем открыть огонь, попал под обстрел одного 74-пушечного и двух 64-пушечных турецких кораблей. В самом начале сражения Albion не успел вовремя бросить якорь и его отнесло слишком далеко в залив, где он сцепился с турецким фрегатом. Дав по нему несколько бортовых залпов, он вынудил фрегат капитулировать, и, освободившись, двинулся на помощь другим кораблям. Однако вскоре он попал под огонь сразу трёх турецких линейных кораблей, был серьёзно повреждён, и если бы не французский Breslau, пришедший ему на помощь, корабль скорее всего был бы захвачен или уничтожен. В сражении Albion понёс тяжёлые потери, потеряв 10 человек убитыми и 50 ранеными.
Приняв участие в Наваринском сражении, Albion вернулся в Англию 2 февраля 1828 года, после чего был отправлен в резерв в Портсмуте. В 1831 году он был переоборудован в блокшив и продолжил службу в качестве карантинного судна. Он оставался в этом качестве до 1836 года, когда было принято решение отправить корабль на слом.